# Ophthalmia neonatorum
Die Ophthalmia neonatorum oder Neugeborenenkonjunktivitis ist eine infektiöse Bindehautentzündung (Konjunktivitis) der Augen Neugeborener in den ersten Lebenswochen, die durch unterschiedliche Schadstoffe (Noxen) ausgelöst werden kann. Die Inkubationszeit infektiöser Bindehautentzündungen liegt zwischen 2 und 14 Tagen. Ein beidseitiger Befall ist die Regel.

## Ursachen
Der klassische Auslöser der Ophthalmia neonatorum sind Gonokokken. Da es in den letzten Jahrzehnten zu einem drastischen Rückgang der Gonorrhoe gekommen ist, stehen andere Erreger im Vordergrund. Dazu gehören die Chlamydien, welche bis zu 73 % der Fälle auslösen. Herpesviren, Streptokokken, Staphylokokken oder Pseudomonaden können ebenfalls für die Konjunktivitis verantwortlich sein. Zu den nicht-infektiösen Ursachen zählt die chemische Konjunktivitis nach Anwendung von Silbernitrat zur Credé-Prophylaxe.
Bei allen Formen ist grundsätzlich eine differentialdiagnostische Untersuchung durch Sekretabstrich und Mikrobenkulturen sowie durch die Beurteilung des Zeitpunkts des Krankheitseintritts angezeigt.
| Erreger/Auslöser                                 | Auftreten erster Symptome |
| ------------------------------------------------ | ------------------------- |
| Credé-Prophylaxe                                 | nach einigen Stunden      |
| Gonokokken                                       | am 1. bis 3. Lebenstag    |
| Streptokokken, Staphylokokken oder Pseudomonaden | am 4. bis 5. Lebenstag    |
| Herpes-Simplex-Viren                             | am 5. bis 7. Lebenstag    |
| Chlamydien                                       | am 5. bis 14. Lebenstag   |

## Gonoblennorrhoe

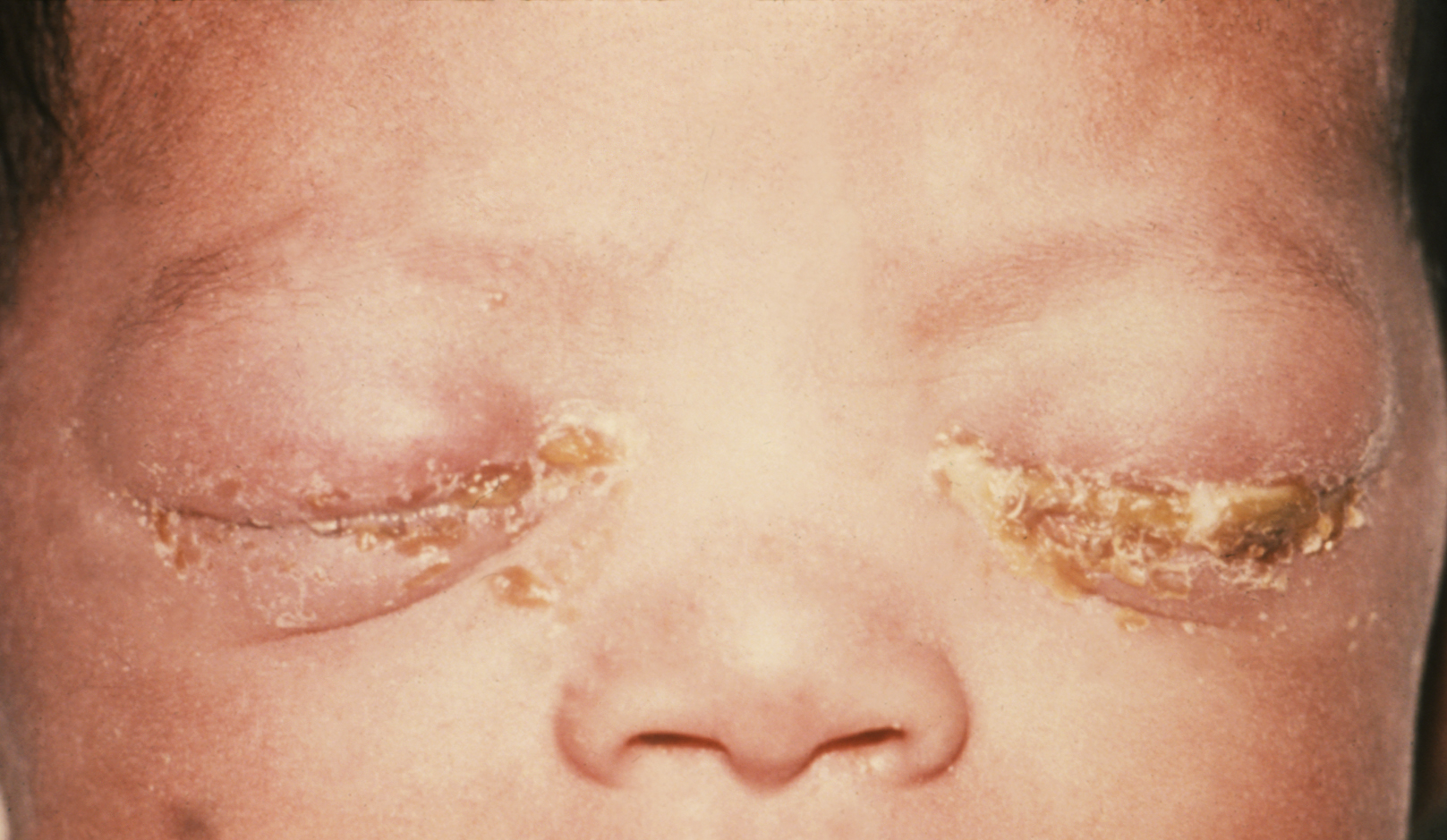
Gonoblennorrhoe

Die Gonoblennorrhoe (auch Gonoblennorrhö, Gonokokken-Konjunktivitis und gonorrhoische Blennorhoe) ist eine eitrige Bindehautentzündung (Ophthalmoblennorrhoe) bei Neugeborenen mit einer Inkubationszeit von etwa 48 bis 72 Stunden. Sie entsteht durch eine bakterielle Infektion mit Neisseria gonorrhoeae als Komplikation der Gonorrhoe („Tripper“). Typisch sind die massiven Eiteransammlungen unter den verklebten Augenlidern, was zum Herausspritzen beim Öffnen der Augen unter Druck und zu einer Ansteckung des Untersuchers selbst führen kann. Das Tragen einer Schutzbrille während der Untersuchung ist deshalb angezeigt. Die Erkrankung kann zur Erblindung führen. Sie wird häufig von einer Infektion mit Chlamydien begleitet. Sowohl bei Neugeborenen durch Übertragung von der erkrankten Mutter während der Geburt als auch bei Erwachsenen (meist durch Schmierinfektion) kann es zu einer Infektion kommen. Eine zu späte oder unzureichende Behandlung führt schnell zu einem Hornhautulcus und dessen Perforation.
Einem Ausbruch der Gonoblennorrhoe beim Neugeborenen versucht man mit Hilfe der Credé-Prophylaxe vorzubeugen. Diese Prophylaxe mittels Einträufeln dünner Argentum-Nitricum-Lösung wurde 1880 eingeführt. Sie wird auch heute noch als Maßnahme wegen ihrer hohen Wirksamkeit gegen Gonokokken dringend empfohlen. Eine kombinierte Gabe mit Erythromycin, welches besonders wirksam gegen Chlamydien ist, findet zudem Anwendung. Wird die Prophylaxe seitens der Eltern abgelehnt, behelfen sich Ärzte mit Alternativen wie Antiseptika (hauptsächlich Povidon-Iod) oder Antibiotika.